# أليسيا فوينتيس
أليسيا فوينتيس (بالإسبانية: Alicia Fuentes)‏ (27 مايو 1978 بتوتالان في إسبانيا - ) هي لاعبة كرة قدم إسبانية في مركز الدفاع. شاركت مع منتخب إسبانيا لكرة القدم للسيدات. أما مع النوادي، فقد لعبت مع نادي برشلونة لكرة القدم للسيدات وMálaga CF Femenino ‏ وLevante UD Femenino ‏ ونادى استوديانتس دى ويلفا للسيدات لكرة القدم وFC Levante Badalona ‏ ونادي إشبيلية للسيدات.

## وصلات خارجية
- أليسيا فوينتيس على موقع الاتحاد الدولي (مؤرشف)  (الإنجليزية)
- أليسيا فوينتيس على موقع قاعدة بيانات كرة القدم.إي يو (الإنجليزية)
- أليسيا فوينتيس على موقع عالم كرة القدم.نت (الإنجليزية)